# Đuro Đaković
Đuro Đaković, a veces transliterado Djuro Djakovic (Slavonski Brod, 1886 - Sveti Duh, 1929) fue un activista, sindicalista y dirigente comunista yugoslavo de origen croata, uno de los líderes del Partido Comunista de Yugoslavia durante el Reino de Yugoslavia.
Mantuvo una tenaz oposición a la dictadura real de Alejandro I, debido a lo cual fue detenido en Zagreb y ejecutado en la frontera yugoslava con Austria el 25 de abril de 1929. En 1949, sus restos fueron trasladados a la Tumba de los Héroes Nacionales de la fortaleza de Kalemegdan, en Belgrado. Está considerado uno de los más notables luchadores por los derechos de los trabajadores en la Yugoslavia pre-socialista.

## Biografía

### Activismo
Đuro Đaković nació en la aldea de Brodski Varoš, junto a Slavonski Brod, en la provincia croata del Imperio austrohúngaro, el 30 de noviembre de 1886. Procedía de una familia de campesinos con pocos recursos. Emigró en su juventud a Sarajevo, donde se empleó como trabajador del metal. Allí comenzó su actividad sindicalista, destacándose como líder en revueltas obreras entre 1906 y 1910.
Tras el estallido de la Primera Guerra Mundial en 1914, protagonizó diversos actos contra la guerra y fue arrestado por el tribunal militar austríaco acusado de traición, siendo sentenciado a muerte en 1915. La pena le fue conmutada por trabajos forzados en Arad (Rumanía) y Komárom (Hungría). A su regreso al Reino de los Serbios, Croatas y Eslovenos, fue miembro de la Liga de los Comunistas de Bosnia y Herzegovina, siendo uno de los organizadores de la gran huelga de trabajadores de la construcción de 1919.
Participó en el congreso de unificación del Partido Obrero Socialista de Yugoslavia, celebrado en abril de 1919 en Belgrado, y que fue el embrión del Partido Comunista de Yugoslavia (KPJ). En 1920, durante el Congreso del Partido Comunista en Vukovar, fue elegido miembro del Consejo Central, y en las elecciones para la Asamblea Constituyente del Reino de los Serbios, Croatas y Eslovenos fue elegido diputado, siendo frecuentemente arrestado por sus actividades. Ese mismo año, el rey Alejandro I de Yugoslavia prohibió toda actividad del KPJ, y sus miembros fueron sometidos a una feroz persecución. 
De 1927 a 1928, asistió a la Escuela Internacional Lenin de Moscú, y a su regreso participó en el IV Congreso del KPJ, celebrado en Dresde, y en el que fue nombrado secretario de organización del partido.

### Muerte
Se mantuvo como un tenaz opositor a la dictadura real impuesta por Alejandro I, por lo que fue detenido por la policía en Zagreb el 20 de abril de 1929, junto con Nikola Hećimović, secretario de Socorro Rojo Internacional. Después de ser torturados durante cuatro días en Zagreb, fueron trasladados a Eslovenia, con el pretexto de que trataban de atravesar ilegalmente la frontera entre Yugoslavia y Austria. En la tarde del 25 de abril, en las proximidades de Sveti Duh, ambos fueron tiroteados y arrojados a un barranco, argumentando la policía en el informe oficial que trataban de huir. La exhumación de los cadáveres, llevada a cabo en mayo, mostró que las víctimas presentaban disparos en la frente, lo que demostró que se trató de un asesinato premeditado.
La primera noticia del crimen fue publicada el 29 de abril en la prensa austríaca, después de que la policía de Zagreb tratase de mantener la confidencialidad sobre los asesinatos.

## Reconocimientos

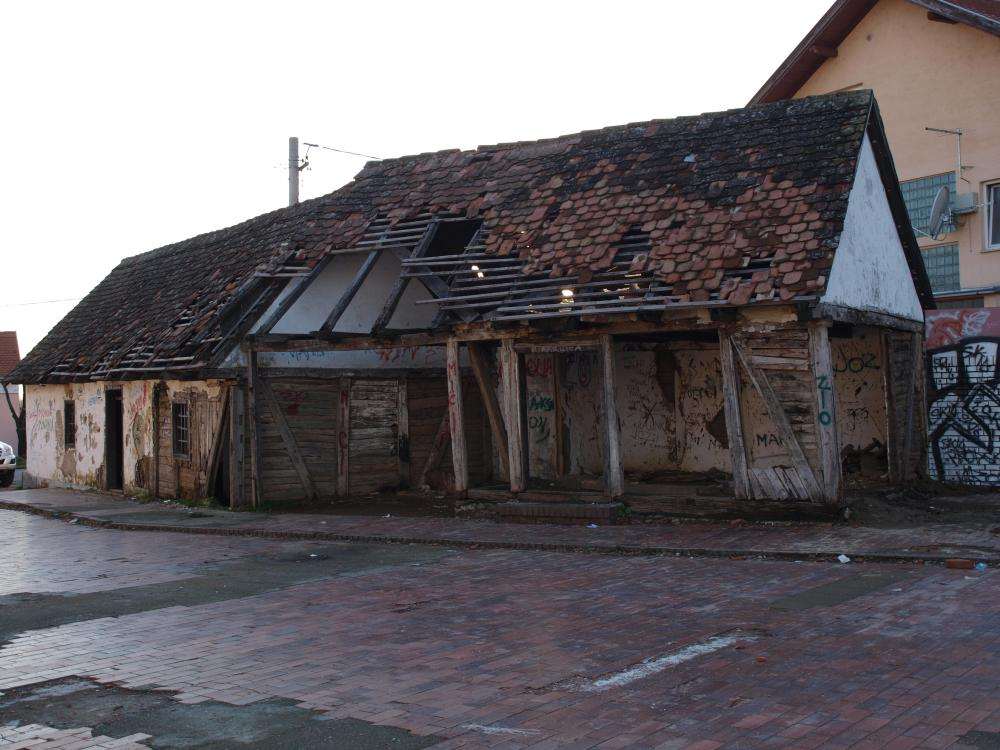
Casa natal de Đuro Đaković en Brodski Varoš, junto a Slavonski Brod (Croacia), actualmente abandonada.

Durante la Guerra Civil Española, un batallón de las Brigadas Internacionales, compuesto íntegramente por brigadistas yugoslavos, fue nombrado en su honor Batallón Đuro Đaković.
En el vigésimo aniversario de su muerte, el 25 de abril de 1949, sus restos fueron trasladados solemnemente a Belgrado y enterrados en la Tumba de los Héroes Nacionales de la fortaleza de Kalemegdan, donde se encuentran junto a los de Ivo Lola Ribar, Ivan Milutinović y Moša Pijade.
En la Yugoslavia socialista, numerosas calles y centros de enseñanza fueron nombrados en su honor en diversas repúblicas, aunque la mayoría fueron retiradas de la nomenclatura tras las Guerras Yugoslavas. La fábrica Đuro Đaković Holding d.d de Slavonski Brod, una de las más importantes factorías industriales de Yugoslavia, también recibió el nombre del político croata.
Su hijo, Stjepan (1912-1942) fue también un destacado dirigente comunista y miembro del Ejército Partisano, que murió en la Segunda Guerra Mundial asesinado en prisión por la Ustacha.